# 賈斯頓·布朗
賈斯頓·阿方索·布朗（Gaston Alphonso Browne，1967年2月9日—），安提瓜和巴布達政治家，現任安提瓜和巴布达总理。1967年出生於安地卡島，早年於銀行界任職，後投身政界。他於2014年6月帶領工黨贏得大選，終結聯合進步黨連續十年的執政，並擔任總理至今。
| 前任： 鮑德溫·斯潘塞 | 安提瓜和巴布达总理 2014- | 繼任： 現任 |